# Лорі Лі

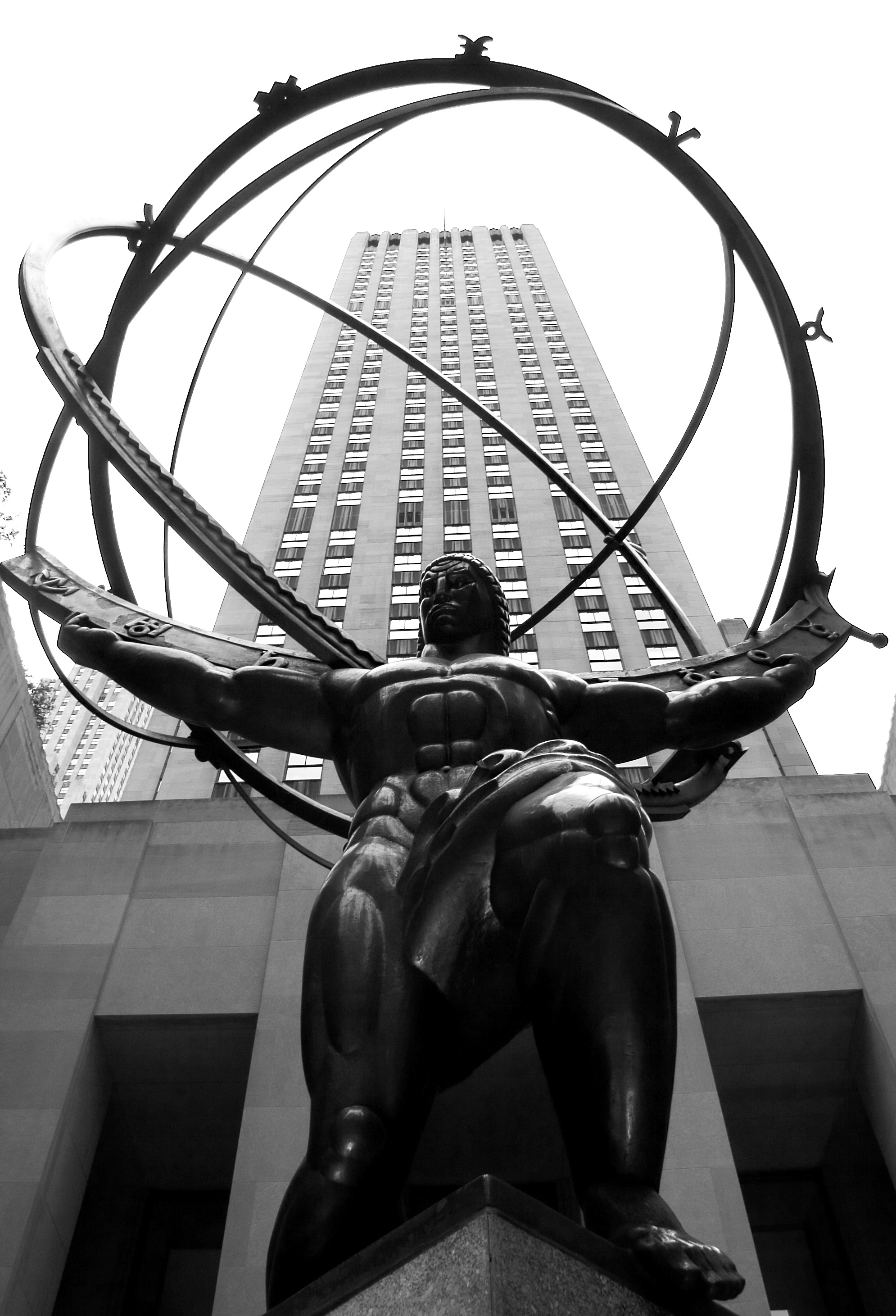
Статуя Атланта (Нью-Йорк) перед Рокфеллер-центром, Мангеттен (Нью-Йорк)

Лі Оскар Лорі (16 жовтня 1877 р. — 23 січня 1963 р.) був одним з найвідоміших архітектурних скульпторів Сполучених Штатів та ключовою фігурою у сфері американського мистецтва до початку Другої світової війни. За свою кар'єру, що складалася з понад 300 замовлень, стиль Лорі еволюціонував через сучасну готику, до боз-ару, класицизму і, нарешті, до модерну чи ар-деко.
Він створив фриз на будівлі Капітолія в Лінкольні, штат Небраска, включаючи зображення проголошення емансипації. Він також створив деякі з архітектурних скульптур та свою найвизначнішу роботу – бронзова статуя Атланта, встановлена 1937 р. перед  у Рокфеллер-Центром у Нью-Йорку.
Роботи Лорі пов'язані з деякими з найбільш відомих будівель Сполучених Штатів першої половини ХХ століття. Його стилістичний підхід еволюціонував із побудовими стилями, що варіювалися від боз-ар до неоготики і ар-деко. Багато з його архітектурних скульптур були побудовані для будівель американського архітектора Бертрама Гудх’ю, включаючи каплицю у Вест-Пойнті; Національна академія наук у Вашингтоні, округ Колумбія; Капітолій штату Небраска; Публічна бібліотека Лос -Анджелеса; Варфоломіївська єпископська церква в Нью -Йорку; Юридична школа Корнелла в Ітаці, Нью -Йорк; і каплиця Рокфеллера в Чиказькому університеті. Він є автором бронзових дверей будівлі Джона Адамса Бібліотеки Конгресу, Базиліка Непорочного зачаття Пресвятої Діви Марії та внутрішню скульптуру Джорджа Вашингтона в Національному соборі.

### Рання робота
Лі Лорі народився в Нойкельні, Німеччина, у 1877 р. і емігрував до Сполучених Штатів у 1882 р. та оселився в Чикаго. Саме там у 14 років він почав працювати у скульптора Річарда Генрі Парка. У віці 15 років, у 1892 році, Лорі працював асистентом у багатьох скульпторів у Чикаго, які брали участь у будівництві "Білого міста" для Всесвітньої Колумбівської експозиції 1893 року. Після завершення цієї роботи Лорі вирушив на Схід, де він став помічником Вільяма Ордвея Партріджа. Протягом наступного десятиліття він працював і з іншими відомими скульпторами: Августом Сен-Годеном, Філіпом Мартіні, Олександром Фімістером Проктором, Джоном Вільямом Кітсоном та іншими. Його роботи на виставці в Сент –Луїсі (Міссурі, США) в 1904 р., під керівництвом Карла Біттера, найвидатнішого архітектурного скульптора того часу, дозволили Лорі розвинути як свої навички, так і репутацію архітектурного скульптора.
Лорі отримав ступінь бакалавра образотворчого мистецтва в Єльському університеті в 1910 р. Він був інструктором у Єльській школі образотворчих мистецтв у 1908-1919 рр. і викладав у архітектурній програмі Гарвардського університету з 1910 по 1912 р. 

### Співпраця з Крамом та Гудх’ю
Співпраця Лорі з американськими архітектороми Ральфом Адамсом Крамом та Бертрамом Гудх’ю вивела його на передній план серед архітектурних скульпторів США. Після розпаду фірми Крама та Гудх’ю у 1914 році, Лорі продовжував співпрацювати з Гудх’ю, поки архітектор не помер у 1924 році. Потім він працював із наступниками Гудх’ю.
Лорі виліпив численні барельєфи для історичної будівлі Ель Фурейдіса, в Монтесіто, Каліфорнія, за проектом Гудх’ю. Барельєфи зображують легенди про короля Артура  і залишаються недоторканими в маєтку і сьогодні. Співпраця Лорі з Гудх’ю є, напевно, найпопулярнішим прикладом архітектурної скульптури в американській історії архітектури.
Лорі був консультантом Всесвітньої виставки «Сторіччя прогресу» в 1933 р. в Чикаго. Він був членом Національного інституту мистецтв і літератури, Американської академії мистецтв і літератури, Національної академії дизайну та Архітектурної ліги Нью -Йорка. Серед його численних нагород - золота медаль AIA Американського інституту архітекторів у 1921 та 1927 роках, почесна медаль Архітектурної ліги Нью -Йорка 1931 року та почесний ступінь Єльського університету. Він працював в Агентстві образотворчих мистецтв США у Вашингтоні, округ Колумбія, з 1933 по 1937 рік та з 1945 по 1950 рік; здійснював нагляд  за федеральними громадськими творами та творами мистецтва в місті.

#### Замовлення, виконані спільно з Гудх’ю
Мармурові рельєфи над вікнами Публичної бібліотеки Потакета, Потакет, Род -Айленд, 1902 (Крам, Гудх’ю та Фергюсон)
Каплиця в Вест-Пойнті, Вест-Пойнт, Нью -Йорк (Крам і Гудх’ю)
Церква святого Вінсента Феррера, Нью -Йорк (Крам і Гудх’ю)

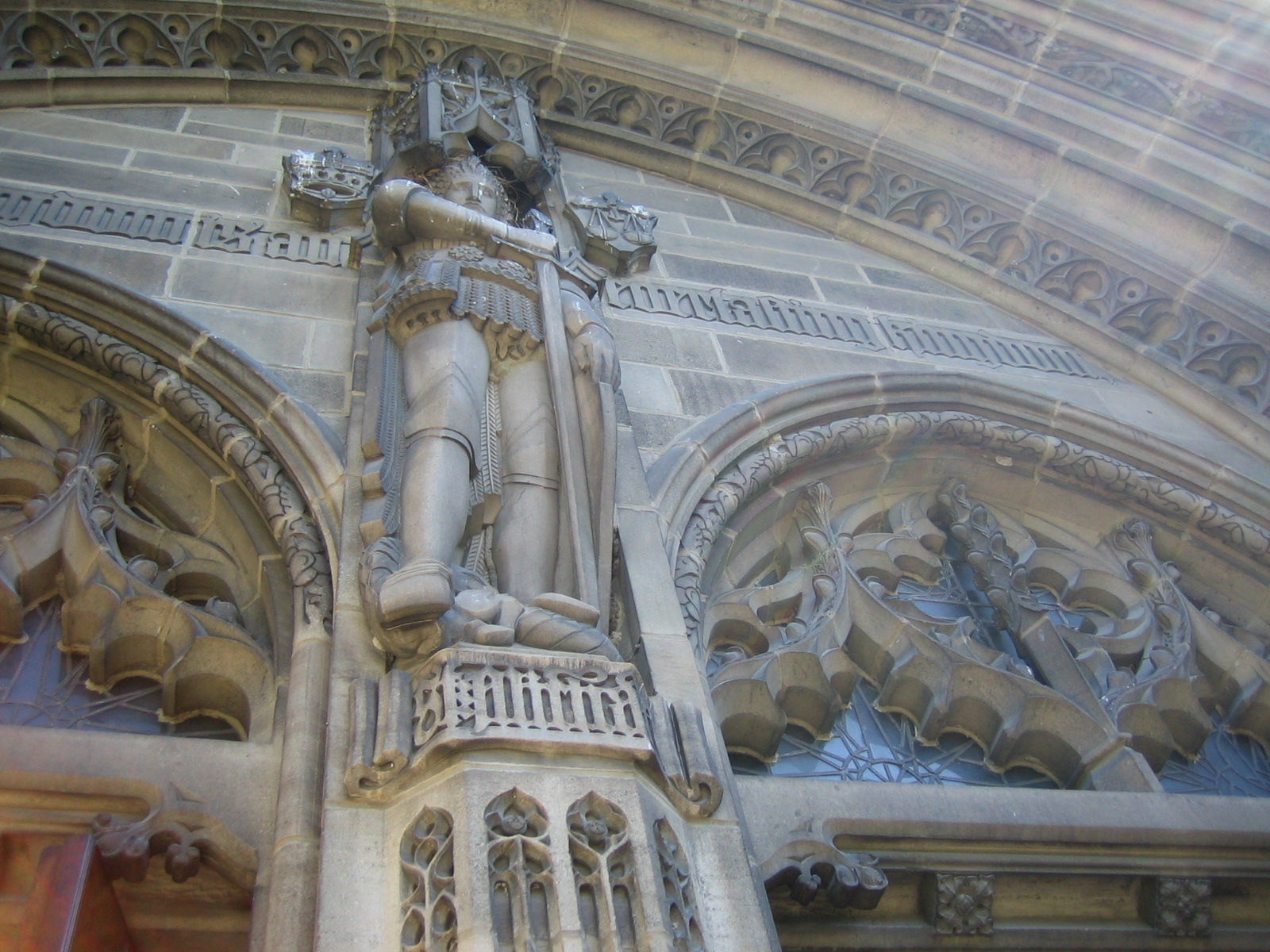
Робота Лорі в Каплиці Рокфеллера, Чиказький університет

Кафедра в єпископальній церкві Святого Варфоломія, (Крам і Гудх’ю)
Єпископальна церква Св. Іоанна (Західний Хартфорд, Коннектикут), (Крам і Гудх’ю)
Капітолій штату Небраска, Лінкольн, Небраска (Гудх’ю)
Публічна бібліотека Лос-Анджелеса, Лос-Анджелес, Каліфорнія (Гудх’ю)
Англійська лютеранська церква Трійці, Форт-Вейн, Індіана (Гудх’ю)
Будівля Національної академії наук у Вашингтоні, округ Колумбія (Гудх’ю)
Каплиця Рокфеллера, Чиказький університет, Чикаго, Іллінойс (Гудх’ю) 
Освітнє співтовариство Кренбрук, у Блумфілд-Хіллз, штат Мічиган (Гудх’ю)

### Замовлення після смерті Гудх’ю

#### Рокфеллерівський центр

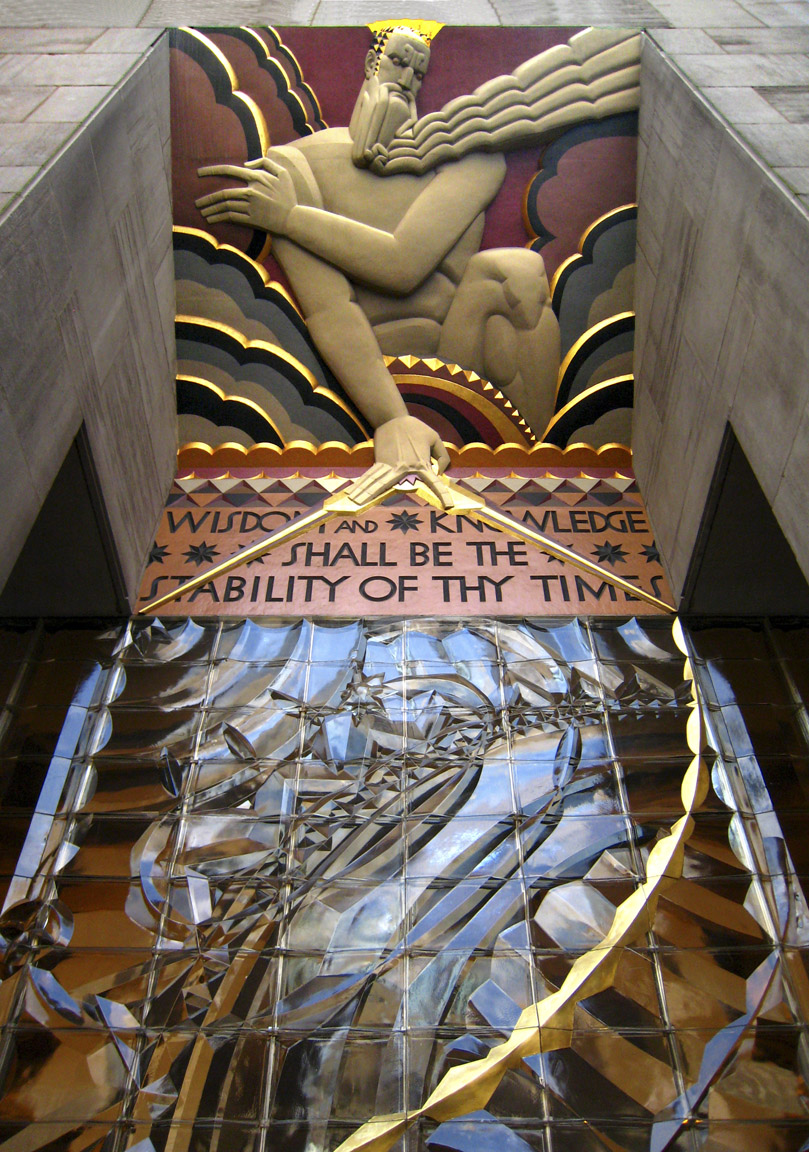
Рокфеллер Плаза

Найвідоміша робота Лорі не є архітектурною: це бронзова статуя Атланта на П’ятій авеню в Рокфеллерівському центрі, загальною висотою 45 футів. Висота скульптури 4,57 метрів, з постаментом — 13,5 метрів, заввишки з чотириповерховий будинок. Вона важить сім тонн і є найбільшою скульптурою в Рокфеллерівському центрі.

#### Інші замовлення
Алегоричні рельєфні панелі під назвою «Мужність, патріотизм і мудрість» над вхідними дверима до палати Сенату США (зроблено в рамках реконструкції Сенату у федеральний період 1950 р.), Вашингтон, округ Колумбія
Будівля освіти (також відома як Будівля форуму) у Гаррісбурзі, штат Пенсильванія
Капітолій штату Луїзіана в Батон-Руж, штат Луїзіана
Меморіал миру в Геттісберзі, штат Пенсильванія
Скульптурні елементи будівлі взаємного життя Fidelity у Філадельфії, штат Пенсильванія (тепер Будівля Перельмана Музею мистецтв Філадельфії, включаючи сову мудрості, собаку вірності, пелікана милосердя, опосума захисту та білку ощадливості)
Статуя Джорджа Вашингтона, Національний собор, Вашингтон, округ Колумбія
Фризи для будівлі суду в окрузі Рамзі в Сент-Полі, штат Міннесота
Два єгипетських барельєфа для сонячної лабораторії Хейла 1924 року в Пасадіні, Каліфорнія
Національний храм Непорочного Зачаття та бронзові двері будівлі Джона Адамса у Бібліотеці Конгресу США, обидва у Вашингтоні, округ Колумбія.
Меморіальна вежа Харкнесса в Єльському університеті, Нью-Гейвен, Коннектикут
Меморіальна бібліотека Стерлінгів при Єльському університеті
Вежа Бомон в Університеті штату Мічиган у Іст-Лансінгу, штат Мічиган
«Кірк на пагорбах», пресвітеріанська церква, Блумфілд-Гіллз, штат Мічиган
«Співоча вежа Бока» в Маунтін-Лейк, штат Флорида
Розроблені скульптури для Американського цвинтаря та меморіалу Бретані, Франція
Меморіальний пам'ятник Хаббарда Белла Гроссмана Пілота.
Меморіальний флагстаф Першої світової війни, Пасадена, Каліфорнія
Меморіальний міст солдат  і моряків, Гаррісбург, Пенсільванія, 1930 рік

### У сучасній культурі
Бронзова статуя Атланта була розміщена на обкладинці американського  журналу «The New Yorker» 20 та 27 грудня 2010 року.

### Галерея

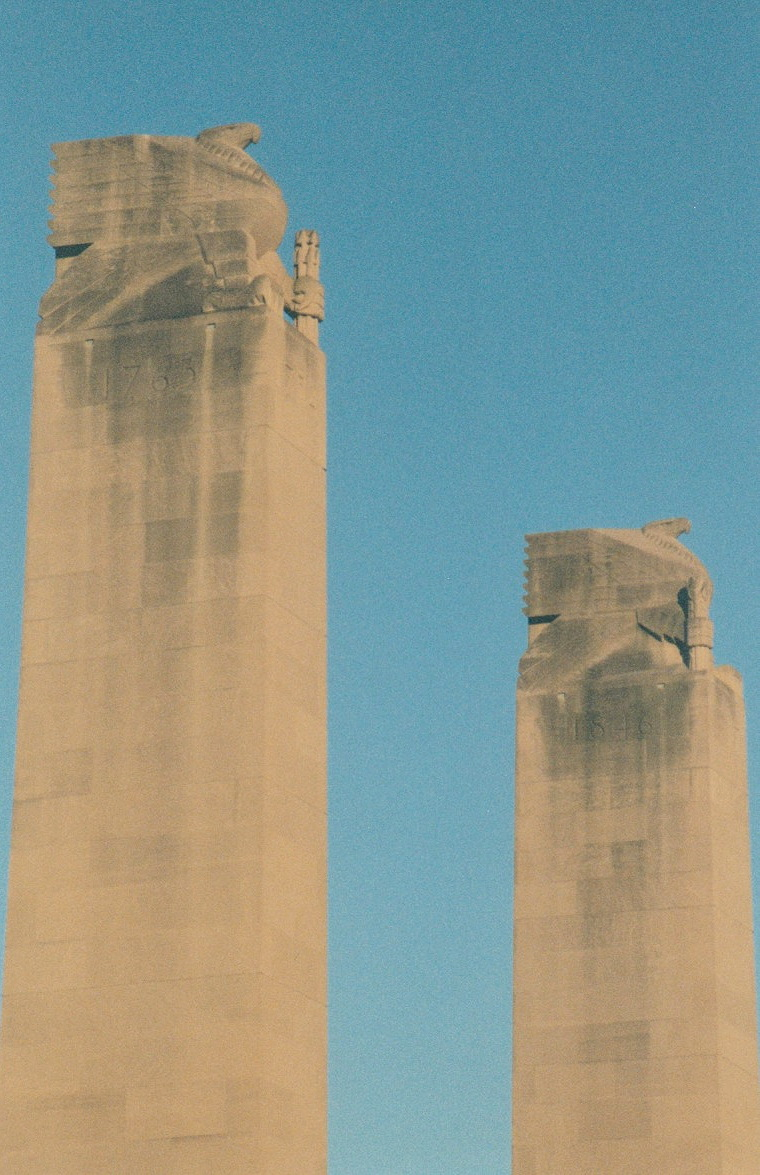
Меморіальний міст солдатам і морякам, Гаррісбург, Пенсільванія, (1930)

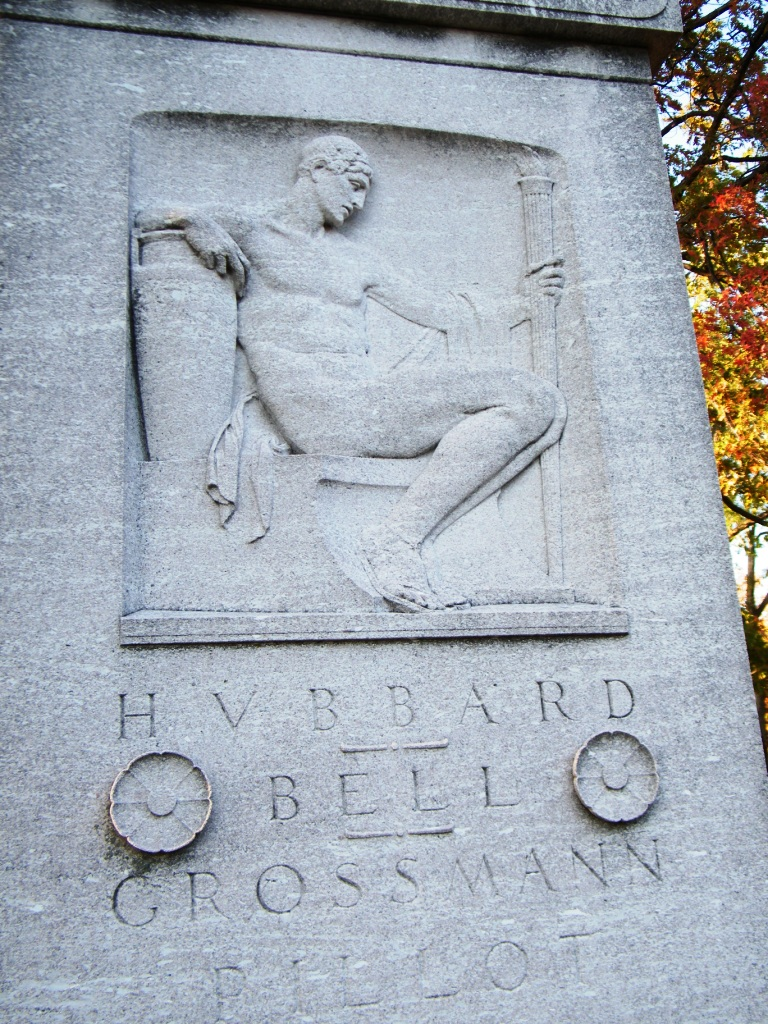
Меморіал Хаббарда Белла Гроссмана, кладовище Рок -Крік, Вашингтон, округ Колумбія

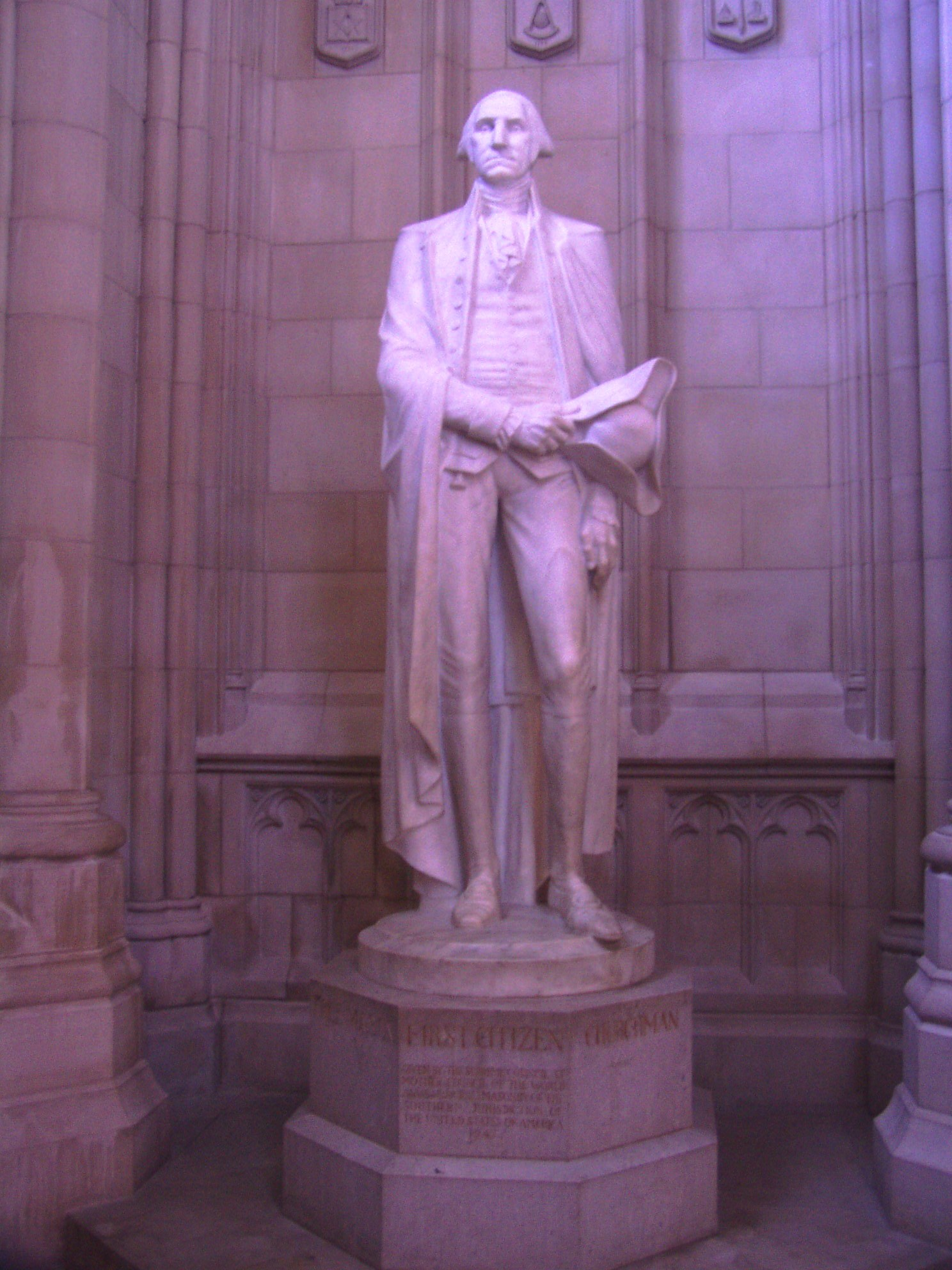
Статуя Джорджа Вашингтона - Національний собор, Вашингтон, округ Колумбія

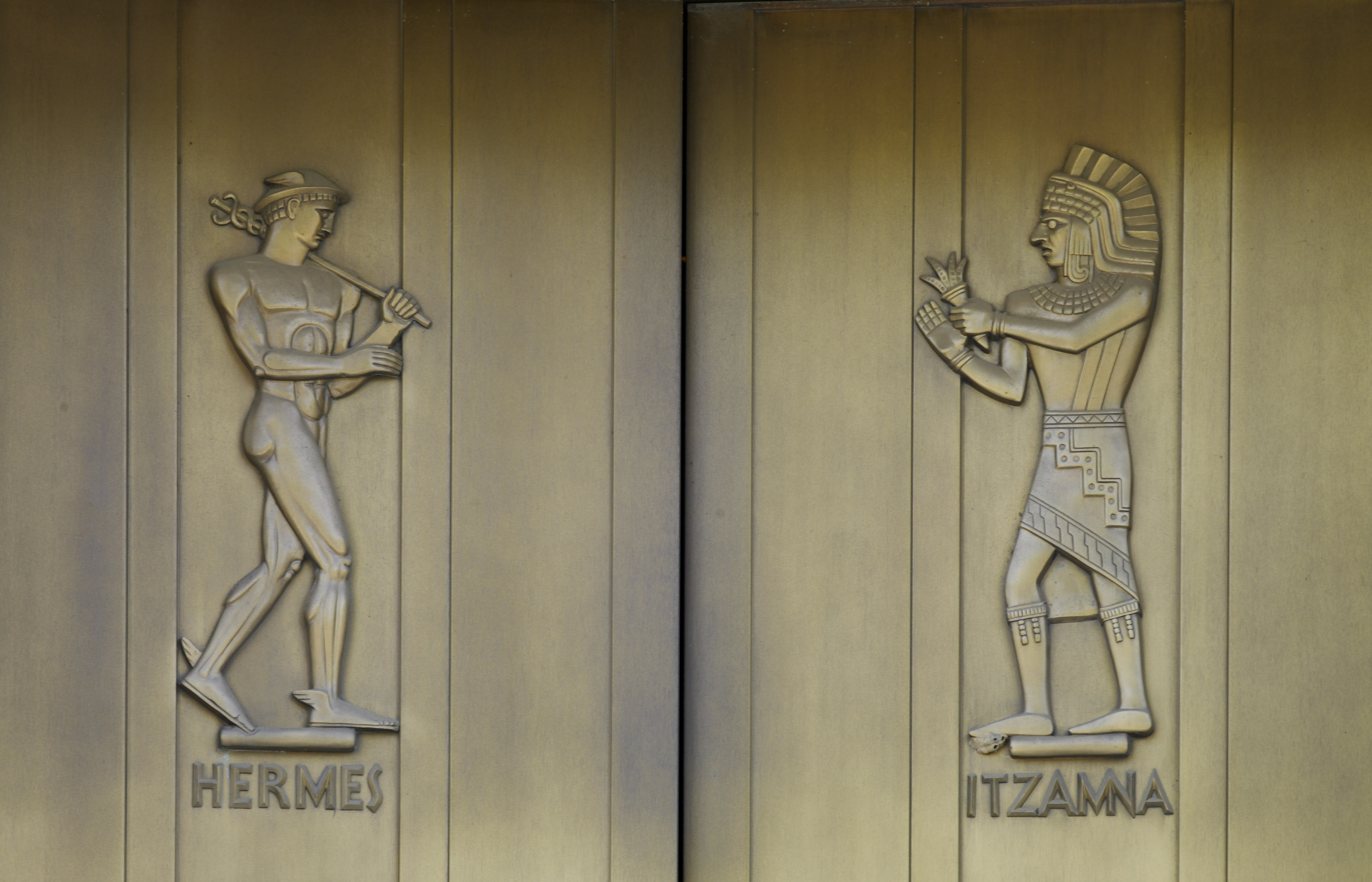
Ліплені бронзові фігури Гермеса та Іцамни (1939)

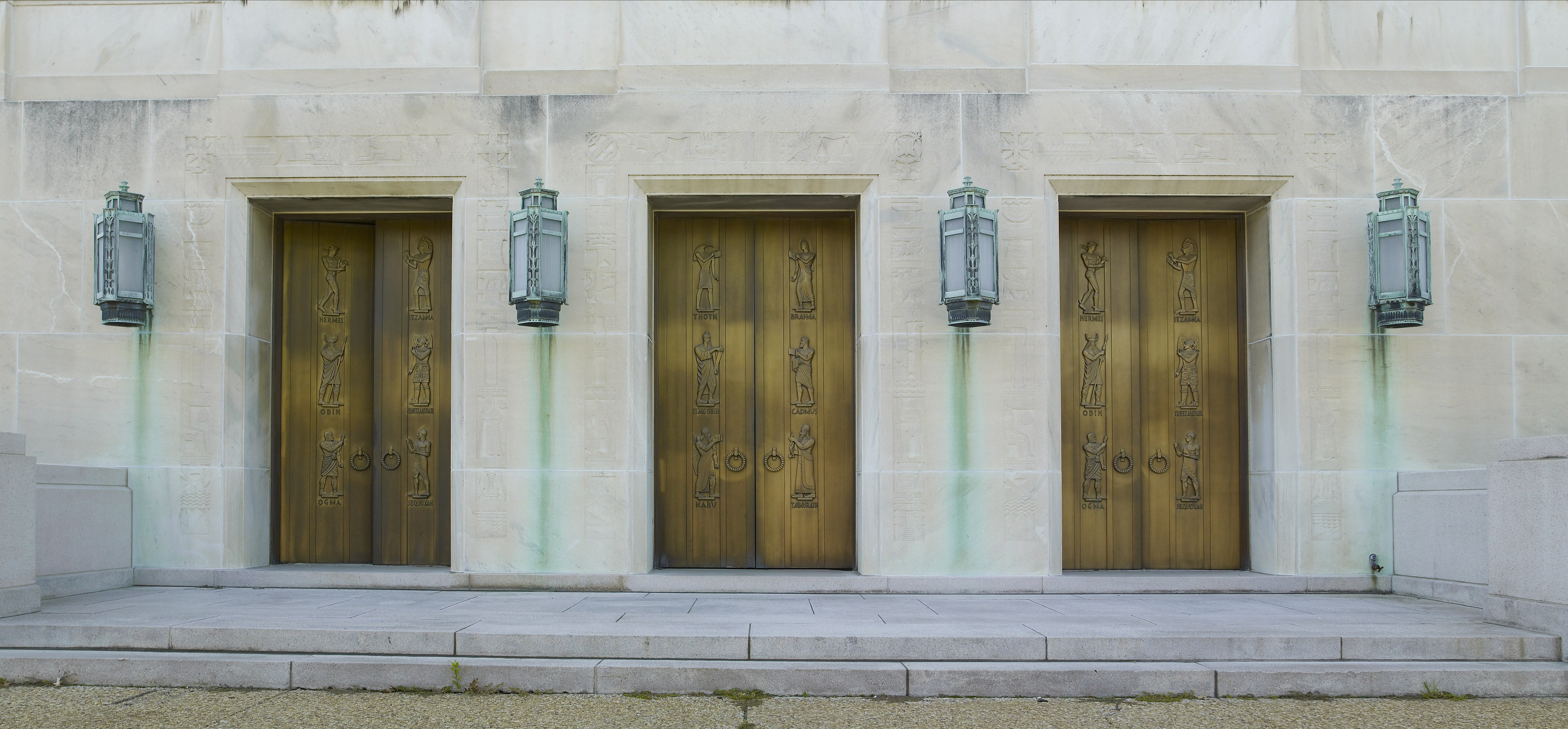
Східні двері, Бібліотека Конгресу Будівля Джона Адамса (1939)